# Hypocepon globosus
Hypocepon globosus is een pissebed uit de familie Bopyridae. De wetenschappelijke naam van de soort is voor het eerst geldig gepubliceerd in 1992 door Markham.